# オッセオインテグレーション

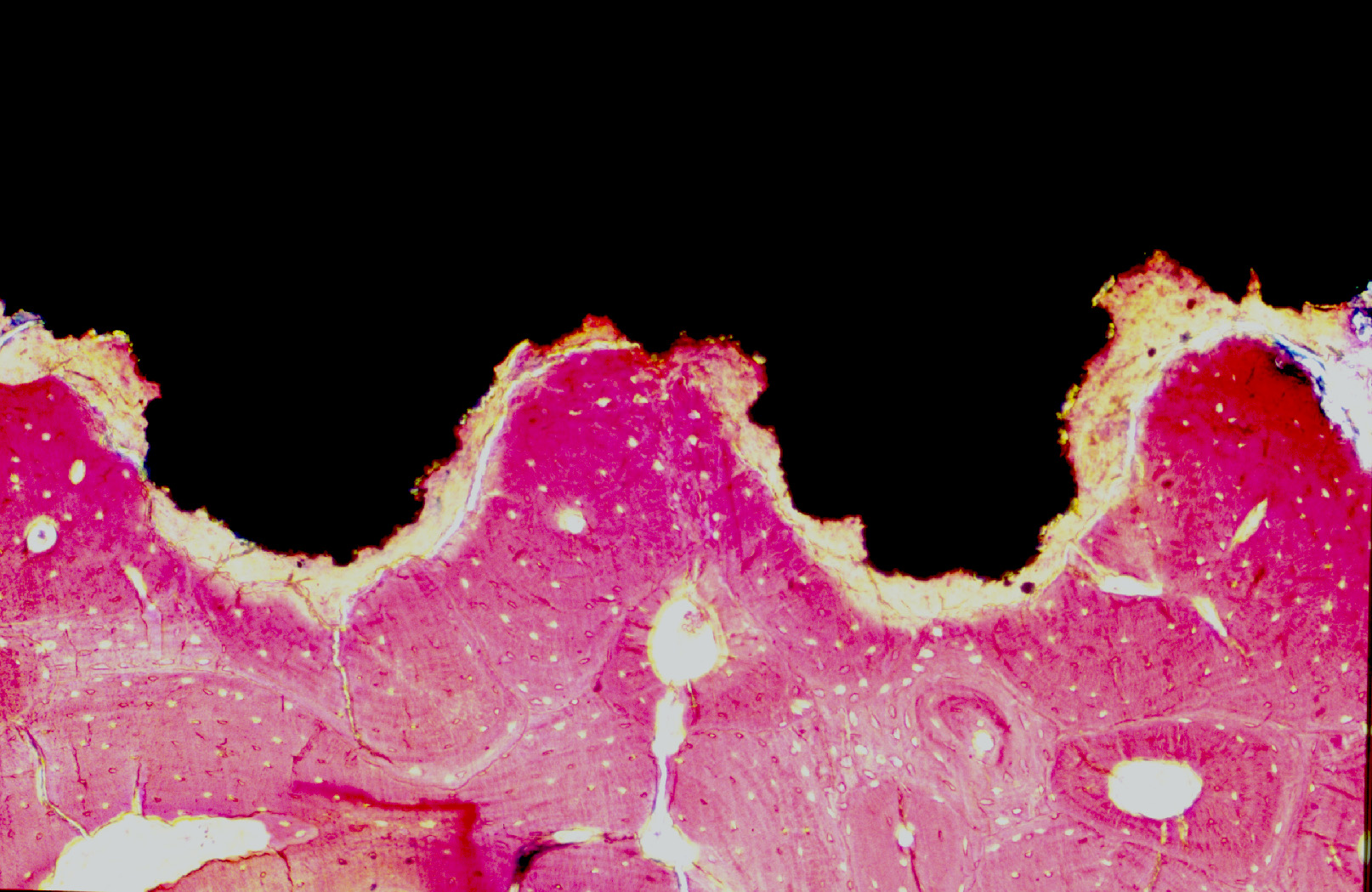
チタン（黒い部分）と結合した骨（赤い部分）組織切片

オッセオインテグレーション（英語: Osseointegration）とは、チタンと骨が光学顕微鏡のレベルで直接的に一体化した状態のこと。ラテン語で骨を表す “os”、ギリシャ語で骨を表す “osteon” と英語で統合を表す “integration”（ラテン語で統合を表す “integrare”）からの造語。近年主流のデンタルインプラントにおける重要な治療概念である。

## 歴史
1952年、スウェーデンのルンド大学医学部教授であるペル・イングヴァール・ブローネマルクがウサギの脛にチタン製の生体顕微鏡を取り付け、微小血流の観察実験を行っていた。その器具を外そうとした際、チタンと骨がくっついて外せなくなったことから、チタンと骨の組織が拒否反応（異物反応）を起こさず結合することを発見し、この現象をオッセオインテグレーションと名づけた。

## 臨床応用
この発見により、骨と結合したデンタルインプラント治療が可能となり、現在のデンタルインプラント治療における基本理論の一つとなっている。ただし、現在のデンタルインプラントのほとんどは歯槽骨の範囲であり、本来の意味の骨結合とは意味が異なる。